# 오정면
오정면(吾丁面)은 대한민국 경기도 부천군 북부에 있는 면이었다. 부천군의 해체 이후 김포군의 면이 되었다가 부천시로 편입되면서 폐지되었다. 오정구 이외에도 원미구의 도당동과 약대동, 서울 강서구의 공항동 일부(오곡동, 오쇠동)에 해당한다.

## 역사
- 조선시대 : 부평도호부(부평군) 주화곶면(注火串面)과 상오정면(上吾丁面), 하오정면(下吾丁面)
- 1914년 4월 1일 부천군 오정면(3면 통합)

| 조선총독부령 제111호 |                                             |
| 구 행정구역          | 신 행정구역                                 |
| 부평군 주화곶면      | 오정면 대장리, 오곡리, 오쇠리               |
| 부평군 상오정면      | 오정면 내리, 도당리, 삼정리, 약대리, 오정리 |
| 부평군 하오정면      | 오정면 고강리, 여월리, 원종리, 작리         |
- 1963년 1월 1일 오정면의 오곡리와 오쇠리(현 서울 강서구)가 서울특별시 영등포구에 편입[1]
- 1973년 7월 1일 김포군 오정면
- 1975년 10월 1일 오정면을 부천시로 환원, 오정면 폐지

## 같이 보기
- 오정구